# Tywin Lannister
Tywin Lannister és un personatge de ficció de la saga Cançó de gel i foc de George R. R. Martin i de la seva corresponent adaptació televisiva, Game of Thrones. Tywin és el Senyor de Roca Casterly, fortalesa i bastió de la Casa Lannister i Guardià de l'Occident, regne fictici de Ponent. Mà del Rei dels reis Aerys II Targaryen, Joffrey Baratheon i Tommen Baratheon, Tywin és considerat un dels principals antagonistas de l'obra.
Tywin és interpretat per l'actor Charles Dance en la sèrie Game of Thrones de la HBO, basada en l'obra de George R. R. Martin.

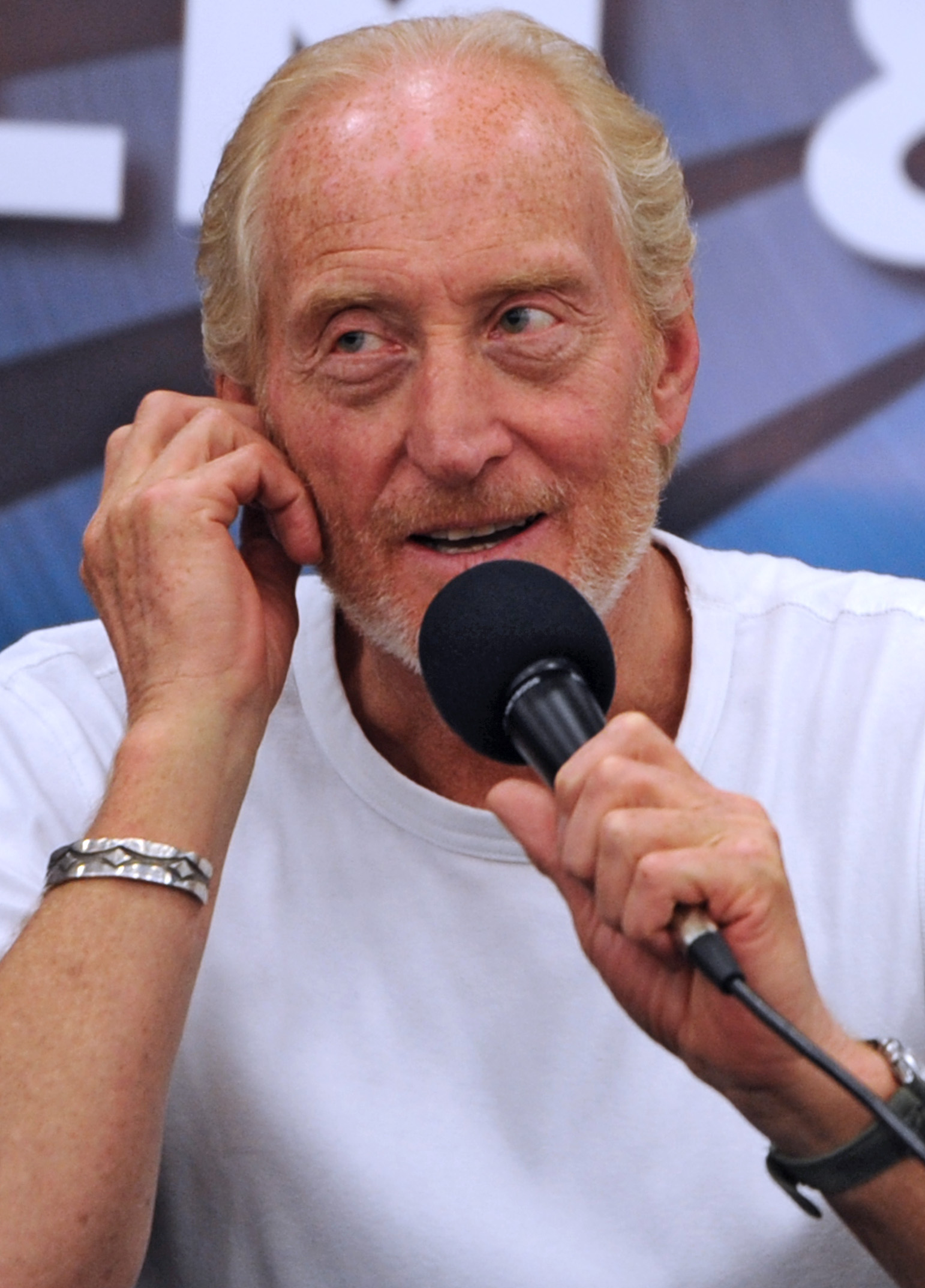
Charles Dance 2012

## Concepció i disseny
En l'obra, Tywin Lannister és representat com un home implacable i fred, que anteposa el respecte i el benefici de la Casa Lannister sobre qualsevol cosa, incloent la seva pròpia família. Tywin va créixer veient com el seu gentil i influenciable pare era objecte de burles i mofes i per això va desenvolupar una desconfiança natural dels riures i un menyspreu per la laxitud i l'hedonisme personal. Des del principi de la saga se'ns posa de manifest que Tywin és un home que representa la frase «El fi justifica els mitjans»: la destrucció de les cases Reyne i Tarbeck com a càstig a la seva rebel·lió o l'assassinat de Robb Stark i Catelyn Tully en els successos de les Noces Vermelles per acabar amb la guerra.
L'actor Charles Dance descriu a Tywin: «És un home de principis, potser no dels teus o els meus, però els manté i és conscient de la seva posició i del món que l'envolta en la societat medieval en què es basa Game of Thrones. No el descriuria com un mal tipus: és dur, implacable i seriós».
Tal com apunta el seu fill Tyrion, Tywin imposava respecte sense ni tan sols amenaçar o castigar, tan sols amb la seva presència o la seva mirada. Admirat pels seus fills, temut pels seus adversaris i respectat pels seus súbdits, al llarg de l'obra es percep que Tywin és un expert en el camp de la política, amb un caràcter controlador i calculador. A causa d'aquesta fama, els seus fills van tractar sempre de demostrar estar a l'altura del seu pare, sobretot la seva filla Cersei que el tenia com a model a imitar. Malgrat tot, cap dels seus fills va arribar a satisfer les elevades quotes d'exigència que Tywin tenia per a ells: Jaime era un guerrer expert i posseïdor de gran carisma i bellesa però no estava interessat en els assumptes de govern, Cersei si que posseïa les ganes de demostrar que era tan bon governant com el seu pare, però no tenia ni l'astúcia ni les capacitats diplomàtiques del seu pare, d'altra banda, Tyrion si que va demostrar una astúcia i intel·ligència dignes del seu progenitor, però era menyspreat pel seu pare pel seu nanisme que era símbol de vergonya per a ell, pel seu estil de vida hedonista i per haver provocat la mort de la seva esposa Joanna en el part.

## Història

### Primers anys
Tywin Lannister va ser el fill major de Lord Tytos Lannister, cap de la Casa Lannister, Senyor de Roca Casterly i Guardià de l'Occident. Des de nen, Tywin va haver de veure com la seva família perdia respecte i influència a causa del caràcter feble i gentil del seu pare, que permetia que els seus banderers es riguessin d'ell obertament i que no paguessin els deutes en saber que no hi hauria represàlies. Tywin va ser enviat de nen com coper del rei Aegon V l'Improbable on coneixeria al futur rei Aerys Targaryen amb qui va travar amistat, i a la seva futura esposa.
Tywin va lluitar en la Guerra dels Reis Noupenics al costat dels seus germans. Després va tornar a Roca Casterly on va començar a encarregar-se del govern en vista de la despreocupació i feblesa del seu pare. Amb Tywin, la Casa Lannister va recuperar prestigi i importància: es van netejar de bandits les terres de l'Occident, es va obligar els deutors a pagar i va acabar amb les cases llevantisques de forma radical. Aquest episodi va ser la major mostra de la implacabilitat de Tywin Lannister; les cases Reyne i Tarbeck, les més riques i poderoses d'entre les cases vassalles dels Lannister, es van rebel·lar contra la seva autoritat. Tywin va marxar cap a Castamere, el bastió de la Casa Reyne, allí va ordenar acabar amb tots els membres de les cases Reyne i Tarbeck, incloent dones i nens, en un episodi que es coneixeria com «Les pluges de Castamere», des de llavors, el senyoriu dels Lannister no va tornar a ser posat en dubte.
Quan Aerys Targaryen va pujar al tron va decidir nomenar com a Mà del Rei a Tywin, admirant com havia bregat amb els problemes de les seves terres. A la mort de Tytos l'any 267 Al, Tywin el va succeir com a Senyor de Roca Casterly i Guardià de l'Occident.

### Mà del Rei iRebel·lió de Robert
Aerys i Tywin van governar conjuntament els Set Regnes durant al voltant de 15 anys, durant els quals van proporcionar pau, estabilitat i riquesa als regnes. Tywin va contreure matrimoni a més amb la seva cosina Joanna Lannister, sent un matrimoni feliç que li va donar tres fills: Jaime, Cersei i Tyrion, un nan deforme el part del qual va provocar la mort de Joanna. Tywin mai es va recuperar de la mort de la seva esposa i fins i tot Gerion, germà de Tywin, va afirmar que tot el bé que quedava en ell va morir amb Joanna.
Tywin va demostrar ser una eficient Mà del Rei, però el mateix rei Aerys estava gelós de la popularitat de Tywin i dels rumors que afirmaven que era realment Tywin i no ell qui governava els Set Regnes. Les topades entre el monarca i la seva mà dreta van començar a ser freqüents i el rei cada vegada donava més mostres de menyspreu i burla cap a Tywin. L'any 276 Al, Tywin li va proposar al rei casar a la seva filla Cersei amb el príncep hereu Rhaegar Targaryen, però Aerys el va rebutjar, afirmant que un senyor no casava als seus fills amb els dels seus servents. Com a mostra final de menyspreu, Aerys va acceptar l'ingrés del fill major de Tywin, Jaime, en la Guàrdia Real, de manera que Tywin quedava privat del seu primogènit i hereu. Fart dels desvergonyiments de Aerys, Tywin renunciava al seu càrrec com a Mà del Rei l'any 281 i tornava a Roca Casterly.
En esclatar la Rebel·lió de Robert, Tywin i la Casa Lannister va decidir mantenir-se neutral en el conflicte, ignorant les peticions d'ajuda d'un i un altre bàndol. Tywin no veia benefici en, segons ell, recolzar una croada contra els Targaryen o ajudar a un rei boig. Però quan els exèrcits realistes eren derrotats en la Batalla del Trident, Tywin va decidir que els Targaryen estaven acabats i va portar les seves hosts a les portes de Desembarcament del Rei. El rei Aerys va obrir les portes de la ciutat creient que arribaven en el seu rescat, llavors les tropes de Tywin van iniciar un brutal saqueig de la ciutat. Per ordre de Tywin, els prínceps Aegon i Rhaenys (que eren dos nens) van ser assassinats per homes seus, fins i tot va ser assassinada la princesa Elia Martell, l'esposa del difunt príncep Rhaegar. El mateix rei Aerys va ser assassinat per Jaime, el fill de Tywin. Quan Robert Baratheon va arribar per reclamar el tron, Tywin li va presentar els cadàvers dels dos nens, demostrant així que els Lannister havien renunciat a la fidelitat als Targaryen per sempre. Per afermar l'aliança entre el nou rei Robert Baratheon i els Lannister, Robert va contreure matrimoni amb la filla de Tywin, Cersei.

### Joc de trons
Tywin Lannister s'estableix en Roca Casterly. Quan sent que el seu fill Tyrion ha estat arrestat per Catelyn Tully, es pren això com una ofensa cap a la seva família i envaeix les Terres dels Rius en represàlia. Ser Gregor Clegane, sota ordres de Tywin, organitza ràtzies per totes les Terres dels Rius. L'objectiu de Tywin era atreure a Eddard Stark, espòs de Catelyn i Mà del Rei, a combatre contra les tropes, capturar-ho i intercanviar-ho pel seu fill Tyrion. Però Lord Stark estava ferit, de manera que va enviar a Beric Dondarrion a liderar la partida de càstig contra Ser Gregor.
Les tropes Lannister, dirigides per Jaime Lannister, posen setge sobre Aigüesdolces, el bastió de la Casa Tully. Tyrion torna amb el seu pare després de ser alliberat i aquest ho envia a combatre en la Batalla del Forca Verd, on les hosts de Tywin vencen a les del nord dirigides per Roose Bolton. No obstant això, aquest atac era una distracció, i mentrestant, Robb Stark havia alliberat el setge sobre Aigüesdolces i capturat a Ser Jaime. D'altra banda, la mort del rei Robert Baratheon provoca l'ascens del seu fill Joffrey Baratheon (qui en realitat és fruit de la relació incestuosa que mantenen Jaime i Cersei) que nomena com a Mà del Rei a Tywin, després ordena executar a Lord Eddard Stark. Tywin decideix quedar-se a les Terres dels Rius per lluitar contra Robb Stark i envia al seu fill Tyrion a Desembarcament del Rei perquè actuï com a Mà del Rei en funcions.

### Xoc de reis
Tywin s'assenta en Harrenhal mentre planeja com combatre a Robb Stark, el qual ha envaït les Terres de l'Occident i pres diversos bastions de cases lleials als Lannister. La derrota d'un exèrcit Lannister en la Batalla de l'Encreuament de Bous fa que Tywin abandoni Harrenhal i parteixi en la seva persecució. Mentrestant, una ofensiva sobre Aigüesdolces és repel·lida per Edmure Tully, nou Senyor de Aigüesdolces i cap de la Casa Tully. Això va evitar que l'estratagema de Robb Stark tingués èxit, que tractava d'arraconar als exèrcits de Tywin. Aquesta derrota permet que Tywin es retiri cap a Desembarcament del Rei, s'aliï amb la Casa Tyrell i derroti a Stannis Baratheon en la Batalla del Aguasnegras. Després de la victòria que va suposar la salvació de Desembarcament del Rei, Tywin és aclamat com «Salvador de la ciutat» i comença a exercir de forma efectiva el seu càrrec de Mà del Rei.

### Tempesta d'espases
Tywin comença a exercir el veritable govern: instal·la al seu fill Tyrion com a Conseller de la Moneda, evita que tant el rei Joffrey com Cersei participin en assumptes de govern i després casa a Tyrion amb Sansa Stark abans que els Tyrell puguin casar-la amb Willas Tyrell, hereu de Altojardín. També planeja el matrimoni de Cersei amb el mateix Willas Tyrell, però Lord Mace Tyrell, sota el consell de la seva mare Olenna, es nega.
En un moviment mestre per acabar amb la Guerra dels Cinc Reis, Tywin s'aprofita que Robb Stark ha trencat el seu compromís matrimonial amb una de les filles de Lord Walder Frey perquè aquest el traeixi. Aconseguint pactar també amb Roose Bolton i la mare de Jeyne Westerling (esposa de Robb Stark), el mateix Robb Stark, part dels senyors del nord i la majoria del seu exèrcit són assassinats en Els Bessons durant les noces de Edmure Tully amb Roslin Frey, una de les filles de Lord Walder, en un episodi que es coneixeria com «Les Noces Vermelles». Després d'això, Roose Bolton va ser proclamat Guardià del Nord, Petyr Baelish va ocupar el lloc dels Tully com a Senyor Suprem del Trident i els Lannister emergien com a vencedors de la guerra.
Davant les imminents noces del rei Joffrey amb Margaery Tyrell, Tywin utilitza l'espasada d'acer valyrio de la Casa Stark, Gel, per forjar dues espases: una és lliurada al rei Joffrey que rep el nom de Lament de Vídua, mentre que l'altra se li dona a Jaime que li dona el nom de Guardajuramentos. El rei Joffrey serà enverinat en el banquet nupcial i Tyrion Lannister és acusat del seu assassinat. Tywin dirigeix el judici contra el seu fill al costat de Mace Tyrell i el príncep Oberyn Martell de Dorne. Tyrion demandarà un judici per combat, però el seu campió, el mateix príncep Oberyn, és derrotat i assassinat i Tyrion és condemnat a mort. Però Tyrion és alliberat de la seva cel·la pel seu germà Jaime i arriba fins a les estades de Tywin, on descobreix al seu ex-amant Shae en el llit del seu pare. Després d'assassinar Shae, Tyrion agafa una ballesta i confronta a Tywin mentre aquest es trobava en l'excusat. Tyrion reprende al seu pare per condemnar-li a mort malgrat saber que era innocent i per organitzar la violació i enganyar-li sobre la seva esposa Tysha, i després li dispara, matant a Tywin.

### Festí de corbs
Tywin és vetllat en el Gran Septe de Baelor en un gran funeral d'Estat. Les seves restes es podreixen ràpidament causant un fétido olor en l'estada. El cos de Tywin és portat fins a Roca Casterly per una comitiva dirigida pel seu germà Kevan Lannister on rep sepultura.